# Elezioni comunali in Liguria del 1976
Le elezioni comunali in Liguria del 1976 si tennero il 20-21 giugno.

## Provincia di Genova

### Genova
| Partito                            | Partito                                       | Voti 1980 | % 1980 | Seggi 1980 | Differenza % (su 1976) | Differenza seggi |
| ---------------------------------- | --------------------------------------------- | --------- | ------ | ---------- | ---------------------- | ---------------- |
|                                    | Partito Comunista Italiano                    | 239 750   | 41,46  | 34         | 7,64                   | 5                |
|                                    | Democrazia Cristiana                          | 164 914   | 28,52  | 24         | 1,88                   | 3                |
|                                    | Partito Socialista Italiano                   | 71 538    | 12,37  | 10         | 1,07                   | 1                |
|                                    | Partito Repubblicano Italiano                 | 26 440    | 4,57   | 3          | 0,15                   | Stabile          |
|                                    | Movimento Sociale Italiano - Destra Nazionale | 26 208    | 4,53   | 3          | 0,96                   | 1                |
|                                    | Partito Socialista Democratico Italiano       | 21 811    | 3,77   | 3          | 5,45                   | 4                |
|                                    | Partito Liberale Italiano                     | 14 144    | 2,44   | 2          | 3,03                   | 2                |
|                                    | Partito Radicale                              | 7 411     | 1,30   | 1          | -                      | 1                |
|                                    | Democrazia Proletaria                         | 6 004     | 1,03   | -          | -                      | -                |
| Totale                             | Totale                                        | 578 220   | 100    | 80         |                        |                  |
| Fonte: Archivio storico La Stampa. |                                               |           |        |            |                        |                  |